# Campana VDP

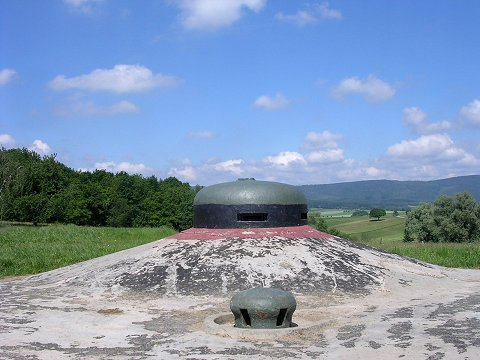
Una campana VDP del Bloque 4 del «Ouvrage Schoenenbourg», con una toma de aire delante.

La campana VDP era un elemento de las fortificaciones de la línea Maginot. Una cloche (campana, en francés) era una posición de tiro fija y que no se retraía, hecha de hierro moldeado para proteger a su ocupante. En comparación, las torretas pueden girar y a veces retraerse, dejando a la vista solo su parte superior. Las campanas VDP eran empleadas para observar los alrededores de su área y dirigir el tiro de la artillería. VDP es el acrónimo de Vision Directe et Périscopique (visión directa y periscópica, en francés). En comparación con la campana GFM, la VDP tenía mirillas más estrechas y, por lo tanto, un perfil más bajo.

## Descripción
Las campanas VDP estaban equipadas con tres mirillas para visión directa, ofreciendo protección a los observadores. Además, estaban equipadas con periscopios que le permitían un mayor ángulo de visión. Las campanas estaban incrustadas en un grueso caparazón de concreto y montadas sobre una tronera, entrada o bloque de observación de una fortificación subterránea de la línea Maginot. Dentro de la campana estaba instalada una plataforma para el observador, idéntica a la empleada en la campana GFM. No llevaban armamento alguno. Se instalaron 64 campanas VDP a lo largo de la línea Maginot.

## Campana VP
La similar campana VP (Vision Périscopique; visión periscópica, en francés) no tenía mirillas de observación directa, presentando un perfil aún más bajo. Se instalaron veinte campanas VP.